# Xã Whitestone, Quận Dickey, Bắc Dakota
Xã Whitestone (tiếng Anh: Whitestone Township) là một xã thuộc quận Dickey, tiểu bang Bắc Dakota, Hoa Kỳ. Năm 2010, dân số của xã này là 29 người.